# Похоронні тексти Стародавнього Єгипту

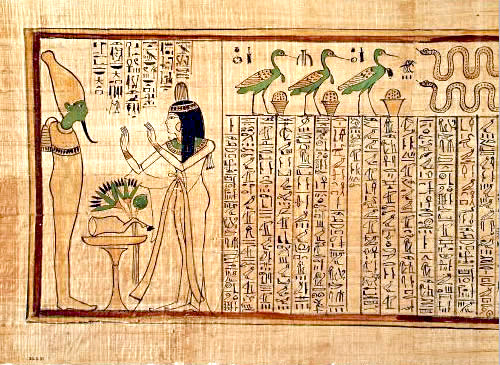
Уривок з Книги мертвих. Музей Метрополітен.

Староєгипетські заупокійні тексти — збірка релігійних документів, які стародавні єгиптяни використовували з метою забезпечення допомоги душі в потойбічному світі.
Вони розвивалися протягом всієї історії Єгипту, починаючи з Текстів пірамід, що з'явилися в епоху Стародавнього царства і зустрічалися виключно в царських гробницях, які в Середньому царстві трансформувалися в Тексти Саркофагів, і закінчуючи Книгою мертвих, що з'явилася в епоху Нового царства. З плином часу заупокійні тексти стали доступні спочатку середньому класу, а потім і всім іншим, хто міг тільки собі це дозволити.

## Стародавнє царство

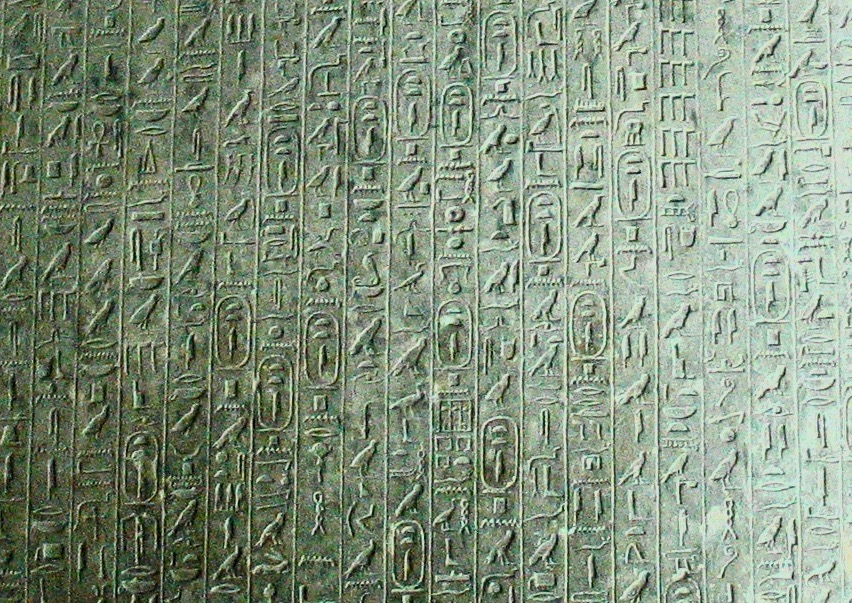
Тексти усередині піраміди фараона Теті.

У період Стародавнього царства заупокійні тексти були розкішшю, доступною тільки фараонам. До кінця цього періоду, тексти стали з'являтися і в гробницях царських дружин.

## Середнє царство
В епоху Першого перехідного періоду в Єгипті стали з'являтися заупокійні тексти, які записувалися на внутрішніх стінках саркофагів. У цих текстах частково запозичений матеріал, взятий з більш ранніх Текстів пірамід. У той же час в них з'явилося і багато нового, того, що в першу чергу пов'язано з повсякденними потребами єгиптян. Подібні зміни говорять тільки про те, що дані тексти поступово стають доступними і для простих людей. Фараон не мав більше одноосібних прав на загробне життя, з цього часу пропуск в загробний світ отримував кожен, хто міг собі дозволити покупку саркофага.

## Нове царство

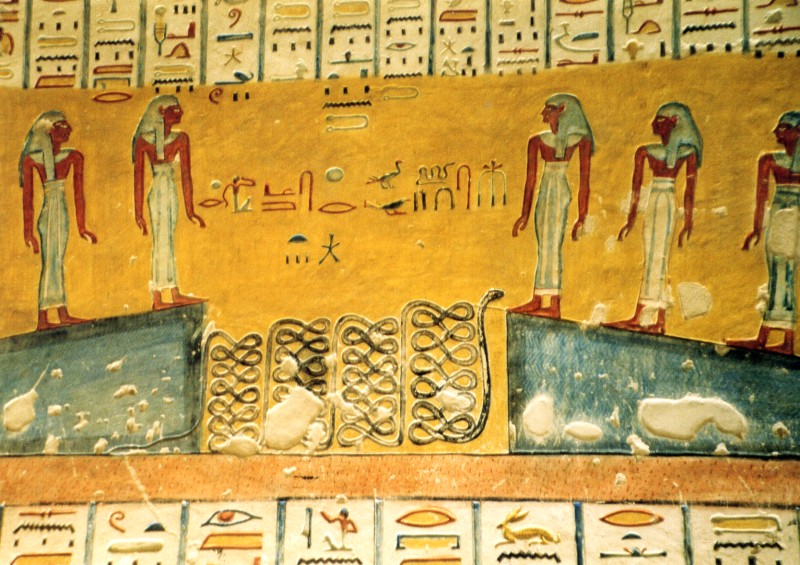
Уривок з Книги врат.

Нижче наведено список текстів, що з'явилися в період Нового царства:
- Книга мертвих
- Амдуат
- Заклинання дванадцяти печер[en]
- Книга воріт
- Книга загробного світу
- Книга печер
- Книга землі
- Літанія Ра
- Книга небес [3]

### Пізнє нове царство
- Книги неба

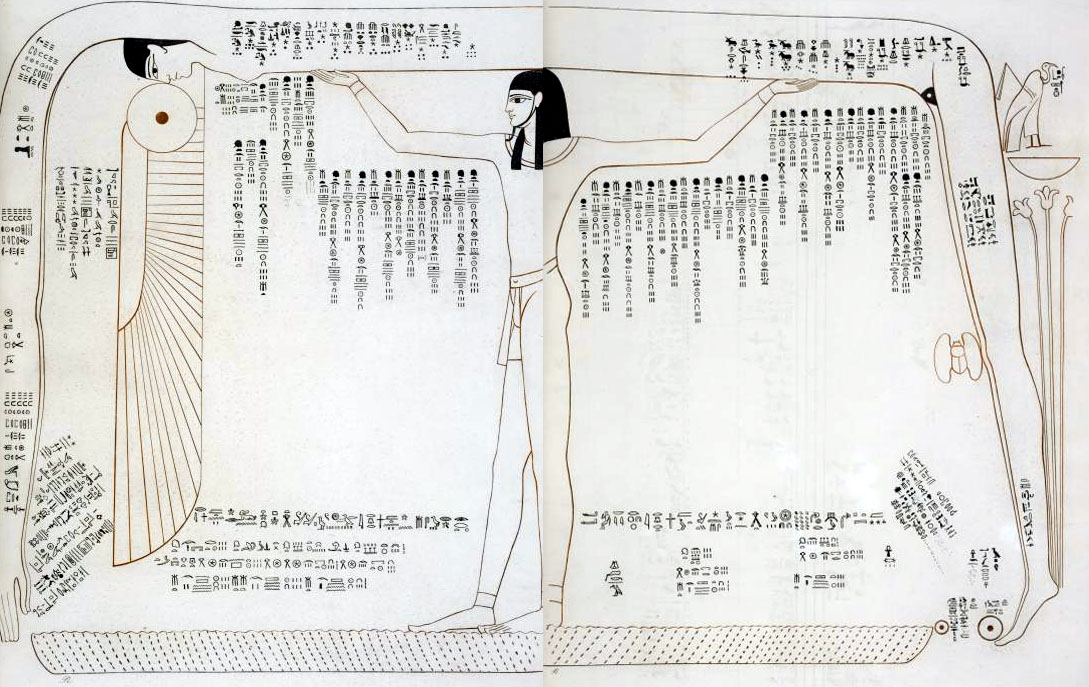
Зображення богині Нут з гробниці Рамсеса IV.

Після періоду Амарни, в Єгипті стали використовувати новий набір заупокійних текстів. Центральне місце в цих текстах зайняла богиня неба Нут. У текстах цього періоду розповідається про подорож сонця через все тіло богині, по завершенні вона дарує народження оновленому вранішньому сонцю. На стелі гробниці Рамсеса IV були поруч розміщені відразу два тексти Книги неба.
Нижче наведено список книг пов'язаних з богинею Нут:
- Книга Нут [5]
- Книга дня [6]
- Книга ночі [7]
- Книга Небесної Корови

## Пізній період
- Книги дихання

## Елліністичний Єгипет
- Книга переміщення вічності[en]